# 城北街道 (临夏市)
城北街道，是中华人民共和国甘肃省临夏回族自治州临夏市下辖的一个乡镇级行政单位。

## 行政区划
城北街道下辖以下地区：
风林社区、生产社区、民主社区、东郊社区、东营房社区和东校场社区。